# Джозеф Ґалібарді
Джозеф Ґалібарді (10 січня 1915 — 17 травня 2011) — індійський хокеїст на траві.
Олімпійський чемпіон 1936 року.